# Quiina paraensis
Quiina paraensis är en tvåhjärtbladig växtart som beskrevs av João Murça Pires och Froes. Quiina paraensis ingår i släktet Quiina och familjen Ochnaceae. Inga underarter finns listade i Catalogue of Life.